# Petrarca Rugby 2019-2020

## TOP12 2019-20

### Stagione regolare
| Incontro                 | Andata | Ritorno   |
| ------------------------ | ------ | --------- |
| Petrarca — I Medicei     | 45-19  | 32-27     |
| S.S. Lazio — Petrarca    | 19-40  | annullata |
| Petrarca — Lyons         | 31-8   | annullata |
| Petrarca — Viadana       | 13-6   | annullata |
| Mogliano — Petrarca      | 19-9   | annullata |
| Petrarca — Fiamme Oro    | 24-0   | annullata |
| Reggio Emilia — Petrarca | 24-18  | annullata |
| Petrarca — San Donà      | 27-11  | annullata |
| Calvisano — Petrarca     | 23-15  | annullata |
| Petrarca — Rovigo        | 19-16  | annullata |
| Colorno — Petrarca       | 23-30  | annullata |

#### Risultati della stagione regolare
| Posizione | G  | V | N | P | PF  | PS  | DP   | B | Pt |
| --------- | -- | - | - | - | --- | --- | ---- | - | -- |
| 5ª        | 12 | 9 | 0 | 3 | 303 | 195 | +108 | 6 | 42 |

## Coppa Italia 2019-20

### Prima fase
| Incontro            | Risultato |
| ------------------- | --------- |
| San Donà — Petrarca | 6-41      |
| Petrarca — Mogliano | 50-10     |

#### Risultati della prima fase
| Posizione | G | V | N | P | PF | PS | DP  | B | Pt |
| --------- | - | - | - | - | -- | -- | --- | - | -- |
| 1ª        | 2 | 2 | 0 | 0 | 91 | 16 | +75 | 2 | 10 |

### Fase finale
| Turno | Incontro              | Andata | Ritorno |
| ----- | --------------------- | ------ | ------- |
| SF    | Petrarca — Fiamme Oro | 34-20  | 18-12   |
| F     | Rovigo — Petrarca     | 10-3   | 10-3    |